# Yokohama Keio Challenger 2023 - Doppio maschile
Il doppio maschile del torneo di tennis professionistico Yokohama Keio Challenger 2023, facente parte della categoria Challenger 75 nell'ambito dell'ATP Challenger Tour 2023, si è giocato dal 20 al 26 novembre a Yokohama, in Giappone. Victor Vlad Cornea e Ruben Gonzales erano i detentori del titolo ma solo Gonzales ha scelto di partecipare in coppia con Chung Yun-seong.
In finale Filip Bergevi e Mick Veldheer hanno sconfitto Ray Ho e Calum Puttergill con il punteggio di 2–6, 7–5, [11–9].

## Teste di serie
1. Evan King /  Reese Stalder (quarti di finale)
2. Andrew Harris /  Nam Ji-sung (quarti di finale)

1. Karol Drzewiecki /  Zdeněk Kolář (quarti di finale)
2. Rithvik Choudary Bollipalli /  Arjun Kadhe (primo turno)

## Wildcard
1. Hibiki Arimoto /  Yusaku Sugaya (primo turno)

1. Shinji Hazawa /  Masamichi Imamura (primo turno)

## Tabellone

### Legenda
| - Q = Qualificato - WC = Wild card - LL = Lucky loser | - ALT = Alternate - SE = Special Exempt - PR = Protected Ranking | - w/o = Walkover - r = Ritirato - d = Squalificato |

|  | Primo turno | Primo turno                   | Primo turno                   | Primo turno | Primo turno |  |  | Quarti di finale | Quarti di finale     | Quarti di finale     | Quarti di finale     | Quarti di finale     |   |    | Semifinali | Semifinali                  | Semifinali           | Semifinali              | Semifinali |   |     | Finale | Finale | Finale | Finale | Finale |  |
|  |             |                               |                               |             |             |  |  |                  |                      |                      |                      |                      |   |    |            |                             |                      |                         |            |   |     |        |        |        |        |        |  |
|  | 1           | E King R Stalder              | E King R Stalder              | 6           | 6           |  |  |                  |                      |                      |                      |                      |   |    |            |                             |                      |                         |            |   |     |        |        |        |        |        |  |
|  |             | C Sinclair A Sitak            | C Sinclair A Sitak            | 2           | 2           |  |  | 1                | E King R Stalder     | E King R Stalder     | 3                    | 4                    |   |    |            |                             |                      |                         |            |   |     |        |        |        |        |        |  |
|  |             | F Bergevi M Veldheer          | 6                             | 3           | [10]        |  |  |                  | F Bergevi M Veldheer | F Bergevi M Veldheer | 6                    | 6                    |   |    |            |                             |                      |                         |            |   |     |        |        |        |        |        |  |
|  |             | P Matuszewski K Wehnelt       | 3                             | 6           | [6]         |  |  |                  |                      |                      |                      |                      |   |    |            | F Bergevi M Veldheer        | F Bergevi M Veldheer | 6                       | 6          |   |     |        |        |        |        |        |  |
|  | 4           | R Choudary Bollipalli A Kadhe | R Choudary Bollipalli A Kadhe | 4           | 63          |  |  |                  |                      |                      | T Matsui K Uesugi    | T Matsui K Uesugi    | 1 | 3  |            |                             |                      |                         |            |   |     |        |        |        |        |        |  |
|  |             | T Matsui K Uesugi             | T Matsui K Uesugi             | 6           | 7           |  |  |                  | T Matsui K Uesugi    | 6                    | 5                    | [10]                 |   |    |            |                             |                      |                         |            |   |     |        |        |        |        |        |  |
|  |             | I Sabanov M Sabanov           | I Sabanov M Sabanov           | 4           | 2           |  |  |                  | S-c Hong F Sun       | 3                    | 7                    | [3]                  |   |    |            |                             |                      |                         |            |   |     |        |        |        |        |        |  |
|  |             | S-c Hong F Sun                | S-c Hong F Sun                | 6           | 6           |  |  |                  |                      |                      |                      |                      |   |    |            | Filip Bergevi Mick Veldheer | 2                    | 7                       | [11]       |   |     |        |        |        |        |        |  |
|  | WC          | H Arimoto Y Sugaya            | H Arimoto Y Sugaya            | 5           | 3           |  |  |                  |                      |                      |                      |                      |   |    |            |                             |                      | Ray Ho Calum Puttergill | 6          | 5 | [9] |        |        |        |        |        |  |
|  |             | R Ho C Puttergill             | R Ho C Puttergill             | 7           | 6           |  |  |                  | R Ho C Puttergill    | R Ho C Puttergill    | 7                    | 6                    |   |    |            |                             |                      |                         |            |   |     |        |        |        |        |        |  |
|  |             | Y-h Hsu Y Shimizu             | 6                             | 67          | [5]         |  |  | 3                | K Drzewiecki Z Kolář | K Drzewiecki Z Kolář | 5                    | 4                    |   |    |            |                             |                      |                         |            |   |     |        |        |        |        |        |  |
|  | 3           | K Drzewiecki Z Kolář          | 4                             | 79          | [10]        |  |  |                  |                      |                      |                      |                      |   |    |            | R Ho C Puttergill           | R Ho C Puttergill    | 6                       | 7          |   |     |        |        |        |        |        |  |
|  |             | Y-s Chung R Gonzales          | Y-s Chung R Gonzales          | 7           | 6           |  |  |                  |                      |                      | Y-s Chung R Gonzales | Y-s Chung R Gonzales | 3 | 65 |            |                             |                      |                         |            |   |     |        |        |        |        |        |  |
|  | WC          | S Hazawa M Imamura            | S Hazawa M Imamura            | 5           | 2           |  |  |                  | Y-s Chung R Gonzales | Y-s Chung R Gonzales | 79                   | 6                    |   |    |            |                             |                      |                         |            |   |     |        |        |        |        |        |  |
|  |             | N Kaliyanda Poonacha D Sharan | 65                            | 6           | [9]         |  |  | 2                | A Harris J-s Nam     | A Harris J-s Nam     | 67                   | 3                    |   |    |            |                             |                      |                         |            |   |     |        |        |        |        |        |  |
|  | 2           | A Harris J-s Nam              | 7                             | 4           | [11]        |  |  |                  |                      |                      |                      |                      |   |    |            |                             |                      |                         |            |   |     |        |        |        |        |        |  |